# آدم‌گریز کالیفرنیا
آدم‌گریز کالیفرنیا (نام علمی: Melozone crissalis) نام یک گونه از تیره زردپره‌ایان است.

## نگارخانه

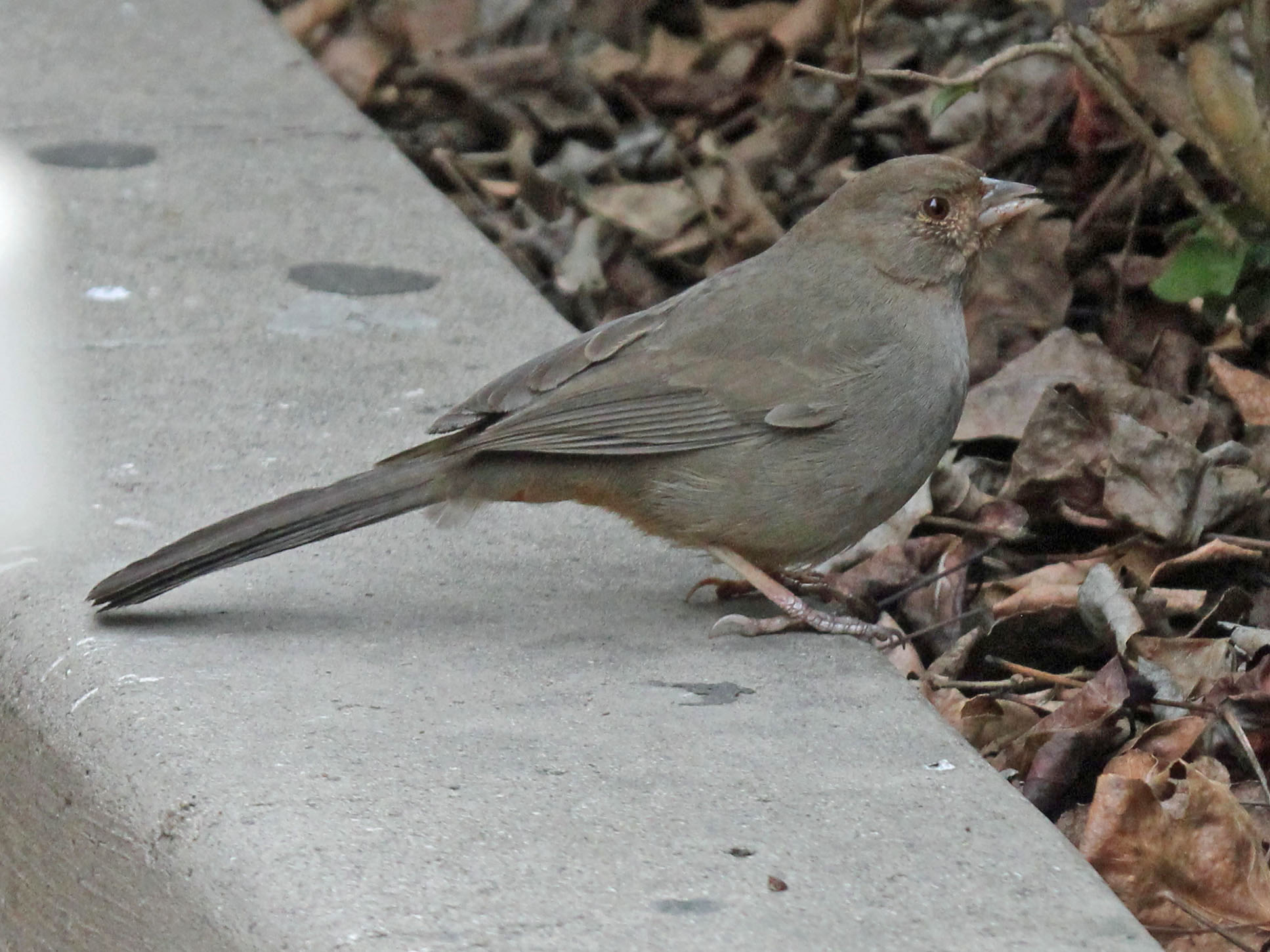
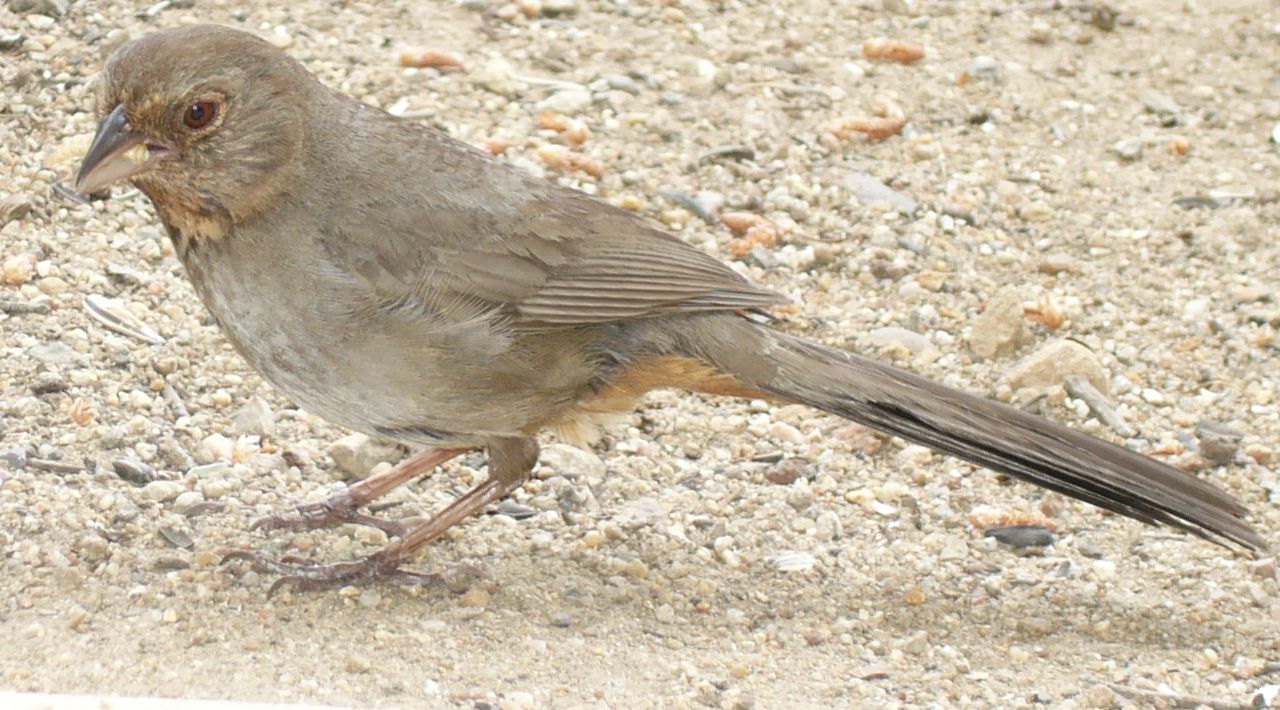